# Станче Ракич
Станче Ракич (на сръбски: Станче Ракић) е сръбска художничка.

## Биография
Родена е на 27 април 1957 година в Скопие, тогава във Федеративна народна република Югославия, днес в Северна Македония, където живее до 1982 година. След това се мести в Ниш, където живее и твори. Жени се за Миле Ракич, с когото има две деца. Станче Ракич се присъединява към артистичния живот на Сърбия сравнително късно - на 47-годишна възраст, с първото си участие в групови изложби в 2005 година. Въпреки че започва да рисува сравнително късно, Станче Ракич е авторка на голям брой творби, които излага в няколко колективни и няколко самостоятелни изложби. Носителка е на много награди.
Принадлежи на тесния кръг от художници, които рисуват с пръсти. Авторка е на множество пейзажи, натюрморти, абстрактни картини.
От 2005 година е членка на Дружеството на изящните художници „Луна Ниш“.

## Награди
- Златен медал от Будапеща, 2009 година;
- Второ място на изложбата в Чока, 2009 година.